# Milorad M. Popović
Milorad Popović (Gacko, 1913. – Lijevče Polje, 6. travnja 1945.), poručnik u Kraljevoj gardi prije rata i četnički zapovjednik Nevesinjskog korpusa u Drugom svjetskom ratu.

## Životopis
Poslije osnovne škole i šest razreda gimnazije, završio je Nižu školu Vojne akademije u Beogradu, u 59. klasi. Bio je poručnik u Kraljevoj gardi u vojsci Kraljevine Jugoslavije. 

### Drugi svjetski rat
Travanjski rat zatekao ga je u Beogradu. Uspio je poslije sloma jugoslavenske kraljevske vojske izbjeći zarobljeništvo i probiti se do Gacka. U Hercegovini organizira otpor ustašama, jedan je od vođa ustanka u NDH 1941. godine. Osnivač je i zapovjednik Gatačke vojno-četničke brigade. General Dragoljub Mihailović je 1942. stigao u Hercegovinu i izvršio smotru četničkih postrojbi. Postavio je Milorada Popovića na mjesto zapovjednika Nevesinjskog korpusa. Popović je sudjelovao u mnogobrojnim borbama protiv ustaša i komunista na prostoru Crne Gore, Bosne, Hercegovine, Like i Dalmacije.
U listopadu 1942. godine, tijekom osovinske Operacije Alfa, Popovićevi četnici su u okviru kvislinških postrojbi Dobrovoljačke antikomunističke milicije sudjelovali u masovnom pokolju u Prozoru nad lokalnim stanovništvom koje je podržavalo partizane. O Popovićevom sudioništvu govori talijanski kapetan Vigiac u svom izvještaju 18. listopada 1942.
Cijela zona uzduž maršrute odavno je pod opsadom partizana; domaćini su dobrim dijelom pobjegli i tako dokazali da je građansko stanovništvo bilo u suživotu s njima; zato su sela i kuće potpuno uništene.
Od 6. do 10. listopada nađeno je preko 700 mrtvih među borcima i stanovništvom raznih sela koji su davali otpor. (...)
Popović je unaprijeđen od strane Mihailovića i odlikovan najvećim vojnim odlikovanjem: Belim Orlom sa mačevima i Karađorđevom zvezdom. U borbama s ustašama na Lijevča polju poginuo je 6. travnja 1945. O tome postoji četnička pjesma Smrt Popovića Milorada.